# فورد تاندربیرد (نسل چهارم)
فورد تاندربرد (نسل چهارم) (Ford Thunderbird fourth  generation) خودرویی است که در سال‌های ۱۹۶۴ تا ۱۹۶۶ تولید شده‌است .فورد نوید معرفی نسل چهارم تاندر‌برد را در سال 1964 داده بود و با فرارسیدن این سال چشم علاقه‌مندان به جمال جدید تاندربرد روشن شد. طراحی نسل جدید با نگاهی به نسل اول انجام شد. چهره جدید تاندر‌برد در عین پیروی از اصالت طراحی نسل اول، شبیه به هیچ یک از خودروهای آن سال‌ها نبود. پیشرانه 390 مورد استفاده در نسل قبل به اضافه دو پیشرانه 8 سیلندر دیگر با حجم‌های 429 و 428 اینچ مکعب در لیست انتخاب قرار گرفتند تا روحی اسپرت در کالبد تاندربرد دمیده شود. جالب آنکه پیشرانه 428 اینچی می‌توانست با تولید 345 اسب بخار نیرو، تاندر‌برد را در مدت 9 ثانیه به سرعت 96 کیلومتر در ساعت برساند. این مدل در چند فیلم سینمایی نیز با بازی بازیگران معروفی همچون نیکلاس کیج و شان کانری (گلوله آتشین thunderball 1965 )حضور داشت. جان اف کندی، رئیس‌جمهور آمریکا و الویس پریسلی از جمله مشتریان تاندر‌برد بودند.تاندر‌برد تا سال 2005 در 7 نسل دیگر هم ساخته شد که البته هیچ‌کدام نتوانستند موفقیت و محبوبیت نسل‌های اولیه را کسب کنند.نسل چهارم این خودرو لوکس اسپرت بعد از گذشت بیش از نیم قرن با توجه به شرایط خودرو بین ٣٠ تا ٧٠ هزار دلار در آمریکا قیمت گذاری میشود.
کابین
از آنجا که در ایران فورد را بیشتر با مدل موستانگ می‌شناسند، پس ممکن است قبل از ورود به کابین تاندربرد تصور کنید طراحی کابین این خودرو هم احتمالا سبک و سیاق موستانگ را دارد. اما این تصور شما با واقعیت بسیار فاصله دارد چرا که سبک طراحی کابین تاندربرد شبیه به هیچ یک از هموطنانش در آن دوران نیست. داشبورد به‌صورت L‌ طراحی شده و پر است از قطعات کرومی و فلزصیقل خورده. فرمان اصطلاحا استخوانی با قطر زیاد به دلیل مجهز بودن به سیستم هیدرولیک به راحتی می‌چرخد. در پشت فرمان اثری از صفحه یا دایره‌ای مدرج مثل کیلومتر و دور موتور نیست! به جای آنها فورد از گوی‌هایی استفاده کرده که در وسطشان یک نشانگر وجود دارد. دمای روغن، مایع خنک‌کننده، ولتاژ باتری و مقدار سوخت توسط این چهار گوی یا کره به نمایش در‌می‌آیند.
در بالای گوی‌ها، کیلومتر‌شمار قرار دارد که به‌صورت یک نوار افقی مدرج شده و با سرعت گرفتن خودرو یک نشانگر با حرکت افقی میزان سرعت را نشان می‌دهد. در زیر دست راست راننده و چپ سرنشین یک باکس در نظر گرفته شده که می‌توان اشیاء مختلفی را درونش جای داد و در ضمن درب این باکس با روکشی از جنس پارچه صندلی‌ها، می‌تواند نقش زیر آرنجی را نیز بازی کند. در کنسول میانی اهرم‌های سیستم تهویه مطبوع تعبیه شده‌اند. اهرم بالایی مربوط به انتخاب بخاری یا کولر است و به کمک اهرم پایین و دکمه چرخان کناری می‌توانید میزان گرما و سرما را تنظیم کنید. همچنین در پایین همین بخش اهرم دیگری برای باز و بسته کردن دریچه‌های سیستم تهویه در کابین عقب قرار دارد.
در بالاترین سطح از داشبورد یک ساعت آنالوگ قرار دارد که نمادی از لوکس بودن را تداعی می‌کند. در کنار این ساعت چهار اهرم زیبا قرار دارد که شبیه به اهرم‌های به‌کار رفته در هواپیماهای چند دهه پیش است. اهرم‌های سمت چپ به سرنشینان امکان می‌دهند به دلخواه دریچه‌های هر سمت را باز یا بسته کنند و به این ترتیب باید گفت تاندر‌برد به نوعی دارای یک سیستم تهویه مطبوع مستقل است! 